# Isothecium comosum
Isothecium comosum là một loài rêu trong họ Brachytheciaceae. Loài này được Labill. Brid. mô tả khoa học đầu tiên năm 1827.